# Stanley Insler
Stanley Insler (* 23. Juni 1937 in New York City; † 5. Januar 2019 in New Haven, Connecticut) war ein US-amerikanischer Indologe.

## Leben
Der Sohn von Clara und Frank Insler besuchte die Bronx High School of Science bis zum Alter von sechzehn Jahren, als er sich an der Columbia University einschrieb. Er absolvierte 1957 das Columbia College. Er studierte von 1960 bis 1962 an der Universität Tübingen und promovierte 1963 an der Yale University. Nach seiner Promotion wechselte er an die Yale-Fakultät, wo er später Edward E. Salisbury Professor of Sanskrit and Comparative Philology wurde. 2001 wurde er zum Fellow der American Academy of Arts and Sciences gewählt. Bei seiner Pensionierung im Jahr 2012 wurde ihm der Status eines Emeritierten verliehen. Er starb am 5. Januar 2019 im Alter von 81 Jahren im Yale New Haven Hospital.

## Schriften (Auswahl)
- Verbal paradigms in Patañjali. 250 roots and their paradigmatic derivations as used and discussed by Patañjali in the Mahābhāṣya. New Haven 1962, OCLC 63866791.
- The Gāthās of Zarathustra (= Acta Iranica. Band 8). Bibliothèque Pahlavi, Lüttich/ Brill, Leiden 1975, ISBN 90-04-03902-3.